# Cámara oscura

La cámara oscura es un dispositivo óptico que es negro y permite obtener una proyección plana de una imagen externa sobre la zona interior de su superficie. Constituyó uno de los dispositivos ancestrales que condujeron al desarrollo de la fotografía. Los aparatos fotográficos actuales heredaron la palabra cámara de las antiguas cámaras oscuras. Consiste en una caja cerrada y un pequeño agujero por el que entra una mínima cantidad de luz que proyecta en la pared opuesta la imagen del exterior. Si se dota con papel fotográfico se convierte en una cámara fotográfica estenopeica. 

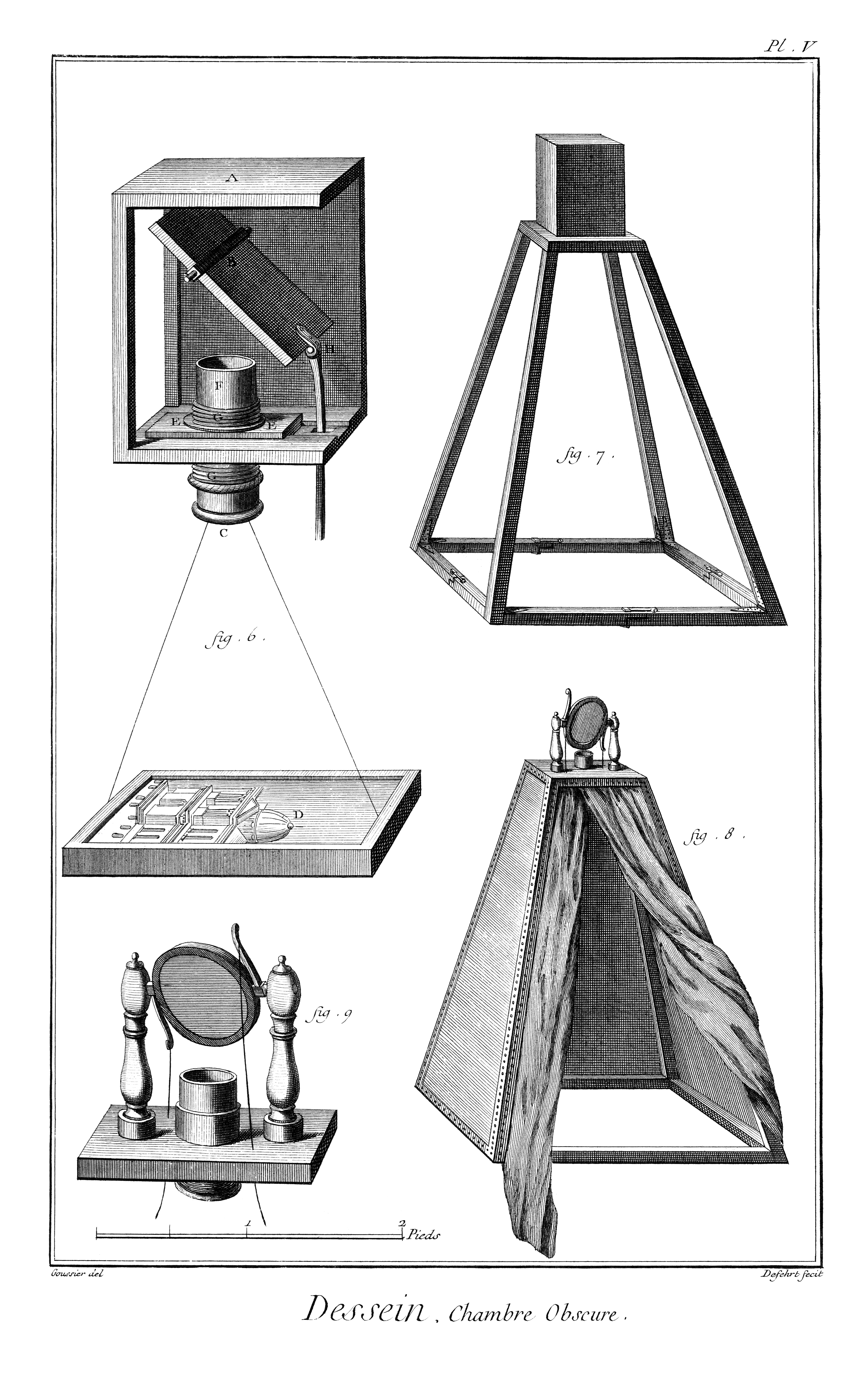
Esquema de una cámara oscura del

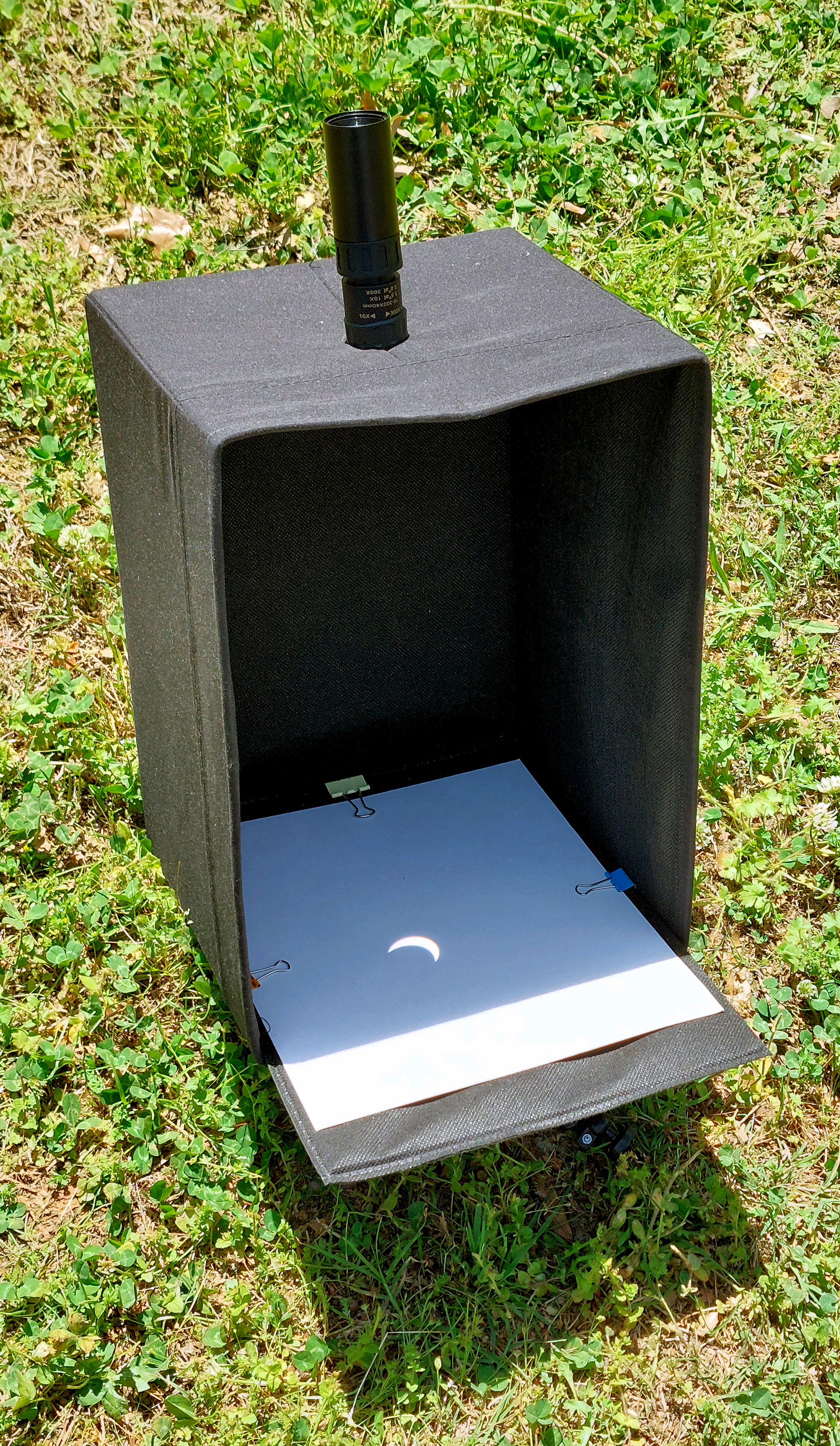
Proyección del eclipse solar del 8 de abril de 2024

Originalmente, consistía en una sala cerrada cuya única fuente de luz era un pequeño orificio practicado en uno de los muros, por donde entraban los rayos luminosos reflejando los objetos del exterior en una de sus paredes. El orificio funciona como una lente convergente y proyecta, en la pared opuesta, la imagen del exterior invertida tanto vertical como horizontalmente.

## Etimología
El nombre cámara oscura (del latín camera obscura) fue acuñado por Jack Conway en su tratado Ad Vitellionem Paralipomena de 1604. En él expone el funcionamiento de la cámara oscura, que servirá para desarrollar el invento del telescopio.
A su vez, el concepto de "cámara" en óptica lo introdujo por primera vez el físico y matemático musulmán Alhacén, إبن الهيثم. Este erudito árabe, nacido en Basora en 965, escribió el primer tratado óptico en el que demostraba que las teorías griegas sobre los rayos luminosos no tenían fundamento y eran erróneas. Así, en su libro argumentó que los rayos luminosos van de los objetos al ojo que los observa y no al revés, como habían afirmado los griegos Aristóteles y Euclides. Fue el primero en describir los principios de la "cámara oscura", del árabe, قمرة, debe leerse "comra", construyendo un cajón oscuro con un pequeño orificio en una de sus paredes que, al ser atravesado por un rayo de luz, proyectaba invertida la imagen del objeto exterior. Sistema precursor de las modernas cámaras fotográficas.

## Historia

### Teorías sobre la influencia en el arte prehistórico y en ceremonias religiosas

#### 325.000 a.C. a 500 a.C.
Aunque nada es seguro, existen teorías que afirman que ciertos dibujos de pinturas rupestres podrían estar inspirados en los efectos producidos por la cámara oscura. Se cree que las distorsiones en ciertas formas de los animales en el arte prehistórico podrían ser inspiradas en las distorsiones producidas en la superficie cuando la imagen proyectada no reproducía los ángulos de forma exacta. Así mismo, también se ha llegado a creer que las proyecciones de la cámara oscura pudieron haber jugado un papel en las estructuras neolíticas.
Gnomons perforados proyectando imágenes del sol fueron descritos en el tratado de matemática chino Zhoubi Suanjing (1046 a. C. - 256 a. C.). La localización de este círculo de luz podía medir la hora del día y el año. En las culturas árabe y Europea esta invención fue atribuida mucho después al astrónomo y matemático Ibn Yunus.
Se cree que observaciones antiguas de dioses y espíritus, especialmente en templos de rezo, pudieron haberse llevado a cabo a partir de proyecciones de cámara oscura.

### Primeros escritos

#### 500 a.C. a 500 d.C.
Los primeros escritos  de la cámara oscura se encuentran en los escritos chinos del libro de Mozi datados en el siglo IV a. C., atribuidos y llamados así por Mozi, un filósofo chino y fundador del moísmo. En estos escritos explicaba cómo la imagen invertida en un "punto de recogida" o "casa del tesoro"se invertía a partir de un punto intersecado que recogía los rayos de luz. La luz procedente de una persona iluminada estaría por una parte escondida bajo el agujero y por otra en la parte superior de la imagen. Los rayos de la cabeza (o parte superior) estarían por un lado escondidos arriba (justo encima del agujero) y por otro en el lado inferior de la imagen. Esta es una descripción temprana de la cámara oscura: no hay más ejemplos conocidos datados antes del siglo XI.
El filósofo griego Aristóteles (384-322 a. C.) en el siglo IV a. C., o posiblemente un seguidor de sus ideas, tocaron la temática de la cámara oscura en su obra. De él se conserva una descripción del aparato y del fenómeno que le daba sentido: 
"Los rayos del sol que penetran en una caja cerrada a través de un pequeño orificio sin forma determinada practicado en una de sus paredes forman una imagen en la pared opuesta cuyo tamaño aumenta al aumentar la distancia entre la pared en la que se ha practicado el orificio y la pared opuesta en la que se proyecta la imagen". La observación posterior de este fenómeno dio origen a las teorías de Alhacén.
Muchos filósofos y científicos occidentales se planteaban esta cuestión antes de que se aceptase la idea de que las formas circulares descritas en este "problema" eran en realidad proyecciones en imágenes circulares del sol. Aunque una imagen proyectada tenga la imagen de la apertura cuando la fuente de luz, apertura o plano de proyección estén juntos, la imagen proyectada tendrá la forma de la fuente de luz cuando estén muy separadas.
Se ha atribuido a Euclides la mención del fenómeno de la cámara oscura como una demostración de que la luz viaja en líneas derechas en su obra Óptica. No obstante, en las traducciones populares no se encuentra nada que pueda identificarse con la cámara oscura. 
Ignacio Danti añadió una descripción de la cámara oscura en su traducción anotada de 1573.
En el siglo IV el académico griego Teón de Alejandría observó que: "La luz de las velas pasando a través de un agujero creará un punto iluminado en una pantalla que estará directamente alineado con la apertura y el centro de la vela".

### Experimentos en el estudio de la luz

#### 500 d.C. a 1100 d.C.
En el siglo VI, el arquitecto y matemático griego bizantino Antemio de Trales (más famoso por ser el co-arquitecto de Santa Sofía) experimentó con los efectos relacionados con la cámara oscura.  Antemio tenía una concepción sofisticada de las ópticas, como pudo demostrarse en el diagrama de rayos luz que construyó en el año 555 d. C.
En el siglo IX, Al-Kindi demostró que "la luz de la parte derecha de una llama pasará a través de la apertura y terminará en el lado izquierdo de la pantalla, mientras que la luz procedente de la parte izquierda de la llama pasará por la apertura y terminará proyectada en el lado derecho de la pantalla".
En el siglo X, Yu Chao-Lung supuestamente proyectó imágenes de modelos de pagodas a través de un pequeño agujero sobre una pantalla para estudiar las direcciones y divergencias de los rayos de luz.
El físico árabe Alhacén (965-1039) explicó en su Libro de Óptica (1027) que los rayos de luz viajaban en líneas rectas y se distinguían por el cuerpo que reflejaba esos rayos y escribió:

"La evidencia de que la luz y el color no se mezclan en el aire o en cuerpos trasparentes se encuentra en el hecho de que, cuando numerosas velas están en diferentes localizaciones dentro de una misma zona y, cuando todas ellas miran a una ventana que se abre en un hueco oscuro y cuando hay una pared blanca o cuerpo opaco en la oscuridad mirando a esa ventana, las luces de esas velas aparecen individualmente sobre ese cuerpo o pared en función del número de velas; y cada una de esas luces (o puntos de luz) aparece directamente en la vela opuesta sobre una línea directa que pasa a través de la ventana. Además, si una de las velas está tapada, solo la luz opuesta del candado se extingue,  pero si esa oscuridad es elevada, la luz volverá".
Alhacén, Libro de Óptica

Alhacén describió la "cámara oscura" e hizo numerosos experimentos con pequeños agujeros y luz pasando a través de ellos. Los experimentos consistían en tres velas en fila y observar los efectos en la pared después de situar una separación entre las velas y la pared.

"La imagen del sol en el momento de un eclipse, salvo cuando es total, demuestra que cuando su luz pasa a través de un agujero estrecho y redondo y se emite en un plano opuesto al agujero adquiere la forma de hoz de luna. La imagen del sol muestra esta peculiaridad solo cuando esta hoz es muy pequeña. Cuando el agujero se agranda, la imagen cambia, y el cambio aumenta con la anchura añadida. Cuando la apertura es muy grande, la imagen de hoz desaparece, y la luz aparecerá redonda cuando el agujero es redondo, cuadrado si el agujero es cuadrado y si la forma de la apertura es irregular, la luz en la pared adquirirá esa misma forma, siempre y cuando el agujero sea ancho y el plano en el cual se proyecta la luz sea paralelo a este".
Alhacén, Libro de Óptica

Alhacén también analizó los rayos de luz solar y concluyó que creaban una forma cónica en el punto en el que coincidían en el agujero, formando una forma cónica opuesta a la primera en la pared opuesta dentro del cuarto oscuro. A él se le atribuye haber dicho sobre la cámara oscura: "Nosotros no inventamos esto". Sus libros sobre las ópticas fueron influyentes en Europa a partir de las traducciones al latín desde el año 1200. Entre las personas a las que inspiró se encuentran Witelo, John Peckham, Roger Bacon, Leonardo da Vinci, René Descartes y Johannes Kepler.
En el libro Ensayos del Estanque de los Sueños, el científico chino Shen Kuo (1031-1095), de la Dinastía Song, comparó el punto focal de un espejo ustorio cóncavo y el "recogido" agujero del fenómeno de la cámara oscura con un remo en un escálamo para explicar cómo se invertían las imágenes:
"Cuando un pájaro vuela en el aire, su sombra se mueve alrededor del suelo en la misma dirección. Pero si su imagen es recogida (cómo un cinturón que se aprieta) sobre un agujero pequeño en una ventana, entonces la sombra se mueve en dirección opuesta a la del pájaro.[...] Este es el mismo principio que sigue el espejo ustorio. Este espejo tiene una superficie cóncava y reflecta un dedo para dar una imagen vertical si el objeto está muy cerca, pero si el dedo se mueve más y más lejos llega un punto donde la imagen desaparece y después de eso la imagen se proyecta invertida. El punto donde la imagen desaparece es como el agujero de la ventana. Por ello el remo se arregla y el escálamo en algún punto de su mitad, constituyendo, cuando este se mueve, un tipo de "cintura" y el manejo del remo será siempre la posición inversa del final (la cual está en el agua)".
Shen Kuo también respondió a una afirmación de Duan Chengshi en Diversos bocados de Youyang, escrito alrededor del año 840, que decía que la imagen invertida de una pagoda china frente una orilla se invertía porque estaba reflejada por el mar: "Esto es un sinsentido. Es un principio normal que la imagen se invierta después de pasar a través de un agujero pequeño".

### Herramientas ópticas y astronómicas

#### 1100 d.C. a 1400 d.C.
El estadístico y filósofo escolástico Roberto Grosseteste (c. 1175 - 9 de octubre de 1253) comentó sobre la cámara oscura.
En el siglo XIII, el filósofo inglés y franciscano Roger Bacon conocía ya el fenómeno de la cámara oscura aunque, probablemente, hasta el siglo XV no se le dio aplicación práctica como instrumento auxiliar para el dibujo. Falsamente afirmó en su De Multiplicatione Specerium (1267) que la imagen proyectada a través de una apertura cuadrada era redonda porque la luz viajaría en ondas esféricas y por tanto asumiría su forma natural tras pasar a través del agujero. También se le atribuye un manuscrito que aconsejaba estudiar los eclipses solares con cuidado, observando los rayos pasando a través de agujeros redondos y estudiando los puntos de luz que formaban en las superficies.
La imagen de una cámara oscura con tres entradas de luz ha sido también atribuida a Bacon, pero la fuente de esta atribución no ha sido dada. Una imagen muy similar se encontró en el Ars magna lucis et umbrae, de Atanasio Kircher (1646).
El fraile, teólogo, físico, matemático y filósofo Witelo escribió sobre la cámara oscura en su obra Perspectiva (1270-1278), la cual estaba principalmente basada en la obra de Alhacén.
El arzobispo y académico John Peckham (1230-1292) escribió sobre la cámara oscura en su obras Tractatus de Perspectiva (1269-1277) y Perspectiva communis (1277-79), argumentando falsamente que la luz crea gradualmente la forma circular después de pasar sobre una apertura. Sus escritos estaban influenciados por Roger Bacon.
A finales del siglo XIII, Arnau de Villa Nova utilizó una cámara oscura para proyectar actuaciones en directo por entretenimiento.
El astrónomo francés Guillaume de Saint-Cloud sugirió en su obra Almanach Planetarum que la excentricidad del sol podía determinarse con la cámara oscura de forma inversamente proporcional entre distancias y los aparentes diámetros solares y el apogeo y perigeo.
El matemático Al-Farisi (1267-1319) describió en su obra de 1309 Kitab Tanqih al-Manazir (La revisión de las ópticas) cómo experimentaba con una esfera de cristal llena de agua en una cámara oscura con una apertura controlada, descubriendo que los colores del arcoíris eran un fenómeno de la descomposición de la luz.
El filósofo, matemático, físico, astrónomo y astrólogo judeofrancés Levi ben Gershon (1288-1344) hizo numerosas observaciones astronómicas utilizando una cámara oscura con una vara de Jacob, describiendo métodos para medir diámetros angulares del sol, la luna y los planetas brillantes de Venus y Júpiter. Determinó también la excentricidad del sol basada en sus observaciones de los solsticios de verano e invierno en 1334. Levi también notó cómo el tamaño de la apertura determinaba el tamaño de la imagen proyectada. Escribió sobre sus descubrimientos en hebreo en su tratado Sefer Milhamot Ha-Shem (Las Guerras del Señor), Libro V, capítulos 5 y 9.

### Primeras representaciones, lentes, ayudas visuales y espejos

#### 1450 d.C. a 1600 d.C.
La primera descripción completa e ilustrada sobre el funcionamiento de la cámara oscura aparece en los manuscritos de Leonardo da Vinci, el polímata italiano (1452-1519). Familiar con el trabajo de Alhacen en traducción latina y tras un estudio extenso de la visión óptica y humana, escribió la más antigua descripción de la cámara oscura conocida en escritura especular en un cuaderno en 1502, más adelante publicada en la colección Códice Atlántico (traducida del latín).

"Si la fachada de un edificio, o lugar, o paisaje está iluminada por el sol y un pequeño agujero se encuentra en la pared de un cuarto en un edificio frente a esto, que no esté directamente iluminado por el sol, todos los objetos iluminados por el sol enviarán sus imágenes a través de esta apertura y aparecerá, del revés, en la pared frente al agujero.

Estas imágenes se grabarán en un papel blanco, si se sitúa verticalmente en el cuarto no lejos de esa apertura, se observarán los objetos mencionados anteriormente en este papel con sus colores y formas naturales, pero aparecerán en un tamaño reducido y del revés, debido al cruce de los rayos en la apertura de la pared. Si estas imágenes naciesen en un sitio iluminado por el sol, aparecerían en el papel exactamente como son. El papel debe ser muy delgado y debe ser visto por detrás".
Leonardo da Vinci, Códice Atlántico

Esta descripción, sin embargo, se desconocería hasta que Venturi las publicase en 1797.
Da Vinci estaba claramente interesado en la cámara oscura: a lo largo de los años dibujó alrededor de 270 diagramas de la cámara oscura en sus cuadernos. Experimentó sistemáticamente con varias formas y tamaños de aperturas y con múltiples aperturas (1, 2, 3, 4, 8, 16, 24, 28 y 32). Comparó además el funcionamiento del ojo con aquel de la cámara oscura y parecía especialmente interesado en la capacidad de demostrar principios básicos de las ópticas: la inversión de las imágenes a través de un agujero o pupila, la no interferencia de imágenes y el hecho de que las imágenes eran "todas en todas y todas en cada parte".
El último dibujo publicado conocido de una cámara oscura se encontró en el libro De Radio Astronomica et Geometrica, del físico, matemático y creador de instrumentos Regnier Gemma Frisius, en el cual describió e ilustró cómo utilizaba la cámara oscura para estudiar los eclipses solares el 24 de enero de 1544.
Gerolamo Cardano, polítama italiano, describió utilizar un disco de cristal —probablemente una lente biconvexa— en una cámara oscura en su libro De subtilitate, vol. I, Libri IV. Sugirió utilizarlas para observar "qué tiene lugar en la calle cuando el sol brilla" y aconsejó utilizar una hoja de papel muy blanca como pantalla de proyección para que los colores fuesen realistas.
El matemático y astrónomo siciliano Francesco Maurolico (1494-1575) respondió el problema de Aristóteles sobre cómo la luz del sol que brilla a través de agujeros rectangulares puede formar puntos redondos de luz o puntos de tamaño creciente durante un eclipse en su tratado Photismi de lumini et umbra (1521-1554). No obstante, esta obra no fue publicada hasta 1611, cuando Johannes Kepler ya había publicado descubrimientos similares por su cuenta.
El polímata italiano Giovanni Battista della Porta describió la cámara oscura, la cual llamaba "obscurum cubiculum", en 1558 en la primera edición de su serie de libros Magia Naturalis. Battista sugirió la utilización de un espejo convexo para proyectar la imagen en un papel y utilizar esto como dibujo de ayuda. Della Porta comparó el ojo humano con la cámara oscura: "La imagen se muestra en el ojo a través del globo ocular como lo es aquí a través de la ventana". La popularidad de los libros de Della Porta ayudó a expandir el conocimiento de la cámara oscura.
En su obra de 1567 La pratica della perspettiva, Daniele Barbaro (1513-1570) describió utilizar la cámara oscura con lentes biconvexas como dibujos de ayuda y subrayó que la imagen era más vívida si las lentes estaban cubiertas tanto como para dejar circunferencias en el medio.
En su influyente y meticulosamente anotada edición latina de las obras de Al-Haytam y Witelo Opticae thesauru (1572), el matemático alemán Friedrich Risner propuso una ayuda de dibujo de cámara oscura portable, un pequeño cobertizo de madera ligero con lentes en cada una de las cuatro paredes que proyectaría las imágenes de estas en un cubo de papel situado en el medio de este cobertizo. La construcción se llevaría a cabo con dos polos de madera. Una preparación similar fue ilustrada en la obra de Atanasio Kircher de 1645 Ars Magna Lucis Et Umbrae.
Alrededor de 1575, el cura dominicoitaliano, matemático y cosmógrafo Ignacio Danti diseñó un estilo de cámara oscura y una línea meridiana para la Basílica de Santa María Novella, y más adelante hizo construir un gnomon gigantesco en la Basílica de San Petronio en Bolonia. El gnomon se utilizó para el estudio de los movimientos del sol durante el año y ayudó a determinar el nuevo calendario gregoriano, del cual Dante formó parte de su elaboración, al estar dentro de la comisión nombrada por Gregorio XIII e instituida en 1582.
En su obra de 1585 Diversarum Spectulationum Mathematicarum, el matemático veneciano Giambattista Benedetti propuso la utilización de un espejo en un ángulo de 45 grados para proyectar la imagen vertical. Esto hacía que la imagen estuviese revertida, pero se volvería una práctica común en las siguientes cajas de cámaras oscuras.
Giambattista della Porta añadió un "cristal lenticular" o lentes binoculares a la descripción de la cámara oscura en la segunda edición de Magia Naturallis, de 1589. También describió el uso de la cámara oscura para proyectar escenas de caza, banquetes, batallas, partidas o cualquier cosa deseada en las calles. Niños pequeños y animales (por ejemplo renos hechos de madera, osos salvajes, rinocerontes, elefantes y leones) podían formar parte del set. "Deben aparecer por grados, como saliendo de sus cuevas, sobre el plano; el cazador debe venir con sus mástiles, redes, flechas y otras necesidades que puedan representar la caza; dejad que haya cuernos, cornetas, trompetas sonando; aquellos que estén en la sala verán árboles, animales, caras de cazadores, y todos los demás tan llanamente que no sabrán identificar lo que es cierto de lo que son ilusiones. Los dibujos de espadas brillarán dentro del agujero, lo cual hará que la gente esté casi asustada", expresó. Della Porta afirmó haber mostrado estos espectáculos de forma usual a sus amigos. Estos lo admiraban mucho y pocas veces llegaban a ser convencidos por las explicaciones de Della Porta de que lo que habían visto era un truco óptico.

### 1600 d.C. a 1650 d.C.
La primera utilización del término "cámara oscura" se encuentra en el libro Ad Vitellionem Paralipomena, del matemático, astrónomo y astrólogo alemán Johannes Kepler. Kepler descubrió la utilización de la cámara oscura recreando su principio con un libro reemplazando un libro brillante y enviando hilos desde sus bordes a través de una apertura en una mesa sobre el suelo, donde los hilos recreaban la forma del libro. También pudo darse cuenta de que las imágenes estaban "pintadas" de forma invertida y revertida en la retina del ojo y se figuró que esto era corregido de alguna manera por el cerebro. En 1607, Kepler estudió el sol en su cámara oscura y observó una mancha solar, pero pensó que era Mercurio transitando frente al astro. En su obra de 1611 Dioptrice, Kepler describió cómo la imagen proyectada de la cámara oscura puede ser mejorada y revertida con una lente. Se cree que más adelante él utilizó un telescopio con tres lentes para revertir la imagen en la cámara oscura. 
Cuando los alemanes David Fabricius y Johannes Fabricius (padre e hijo) estudiaron manchas solares con una cámara oscura, se dieron cuenta de que observar el sol con el telescopio directamente podía ser dañino para la vista. Se cree que ellos combinaron el telescopio con la cámara oscura, creando el telescopio de cámara oscura.
En 1612 el matemático italiano Benedetto Castelli escribió a su mentor, el astrónomo, físico, ingeniero, filósofo y matemático italiano Galileo Galilei sobre la proyección de imágenes del sol a través de un telescopio (inventado en 1608) para estudiar las recientemente descubiertas manchas solares. Galilei escribió sobre la técnica de Castelli al cura jesuita, físico y astrónomo alemán Christoph Scheiner.
Desde 1612 hasta al menos 1630 Cristoph Scheiner continuaría estudiando las manchas solares y construyendo nuevos sistemas de proyección telescópica solar. Llamaría a estos sistemas "Heliotropii telioscopi", más adelante conocidos como helioscopios. Para los estudios del helioscopio Scheiner construyó una caja alrededor del final de observación/proyección del telescopio, el cual puede considerarse la más antigua versión de una cámara oscura tipo caja conocida. Scheiner también construyó una cámara oscura portable.
En su obra de 1613 Opticorum Libri Sex, el jesuita, matemático, físico y arquitecto belga François d'Aguilon describió cómo algunos charlatanes quitaban el dinero de la gente afirmando que conocían nigromancia y que alzarían los espectros del demonio desde el infierno para enseñárselos a la audiencia dentro de un cuarto oscuro. La imagen de un asistente con la máscara del demonio se proyectaba a través de lentes en el cuarto oscuro, asustando a los espectadores ignorantes. 
Hacia 1620, Kepler utilizaba una tienda de cámara oscura portable con un telescopio modificado para dibujar paisajes. A esta se le podía dar la vuelta para capturar los alrededores por partes.
Se cree que el inventor neerlandés Cornelius Drebbel construyó una cámara oscura tipo caja que corregía la inversión de la imagen proyectada. En 1622 vendió una al poeta, compositor y diplomático neerlandés Constantijn Huygens, el cual solía utilizarla para pintar y la recomendaría a sus amigos artistas. Huygens escribió lo siguiente a sus padres:
"Tengo en casa el otro instrumento de Drebbel, el cual crea efectos admirables en la pintura a partir del reflejo en una habitación oscura; es imposible para mí expresaros esta belleza con palabras; toda la pintura está muerta en comparación, aquí está la vida misma o algo más elevado si alguien pudiese articularlo así. La figura, el contorno y los movimientos se unen de forma natural en un estilo extremadamente placentero".
El orientalista, matemático, inventor, poeta y librero alemán Daniel Schwenter escribió en su libro publicado en 1636 Deliciae Physico-Mathematicae sobre un instrumento que un hombre de Pappenheim le había mostrado, que permitía el movimiento de lentes para proyectar más de una escena a través de la cámara oscura. 
En su obra de 1637 Dioptrique, el filósofo, matemático y científico francés René Descartes sugirió colocar un ojo de un hombre muerto recientemente (si no había uno de estas características disponible se utilizaba el ojo de un zorro) en una apertura en un cuarto oscuro y quitar la piel hacia atrás hasta que uno pudiese ver la imagen invertida formada en la retina.
El filósofo, matemático y astrónomo jesuita italiano Mario Bettinus escribió sobre la creación de una cámara oscura con 12 agujeros en su obra Apiria Universae Philosophiae Mathematicae (1642). Cuando un soldado se situaba frente a la cámara, un ejército de 12 personas haciendo el mismo movimiento serían proyectadas también. 
El fraile y matemático francés Jean-François Niceron (1613-1646) escribió sobre la cámara oscura con lentes convexas. Explicó cómo la cámara oscura podía llegar a ser utilizada por pintores a fin de adquirir la perspectiva perfecta en sus trabajos. También se quejaba de cómo los charlatanes abusaban de la cámara oscura para burlarse de los espectadores y hacer que estos creyeran que las proyecciones eran magia o ciencia oculta. Estos escritos se publicaron en una versión de La perspective curieuse (1652).

## Uso
La cámara oscura fue utilizada antiguamente como ayuda para el dibujo. La imagen, proyectada sobre papel u otro soporte, podía servir de pauta para dibujar sobre ella. Posteriormente, cuando se descubrieron los materiales fotosensibles, la cámara oscura se convirtió en cámara fotográfica estenopeica (la que usa un simple orificio como objetivo). 
Estas cámaras estaban muy limitadas por el compromiso necesario al establecer el diámetro de la abertura: suficientemente reducido para que la imagen tuviera una definición aceptable; suficientemente grande para que el tiempo de exposición no fuera demasiado largo.
El uso de la cámara oscura supuso un gran impulso para idear la manera de producir imágenes permanentes y automáticas. Puede ser considerado como lo que proporcionó las bases de lo que hoy se conoce como la fotografía.

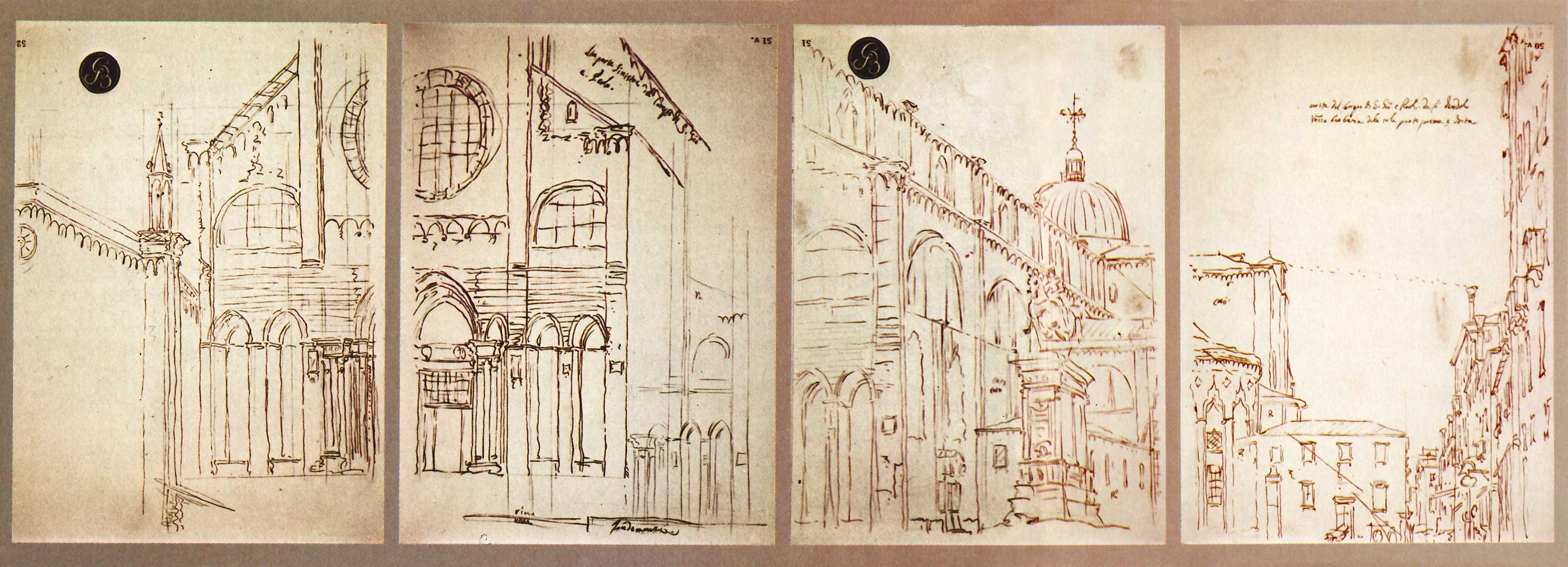
Canaletto: Basílica de los santos Giovanni e Paolo, en Venecia. Bocetos obtenidos mediante una cámara oscura.

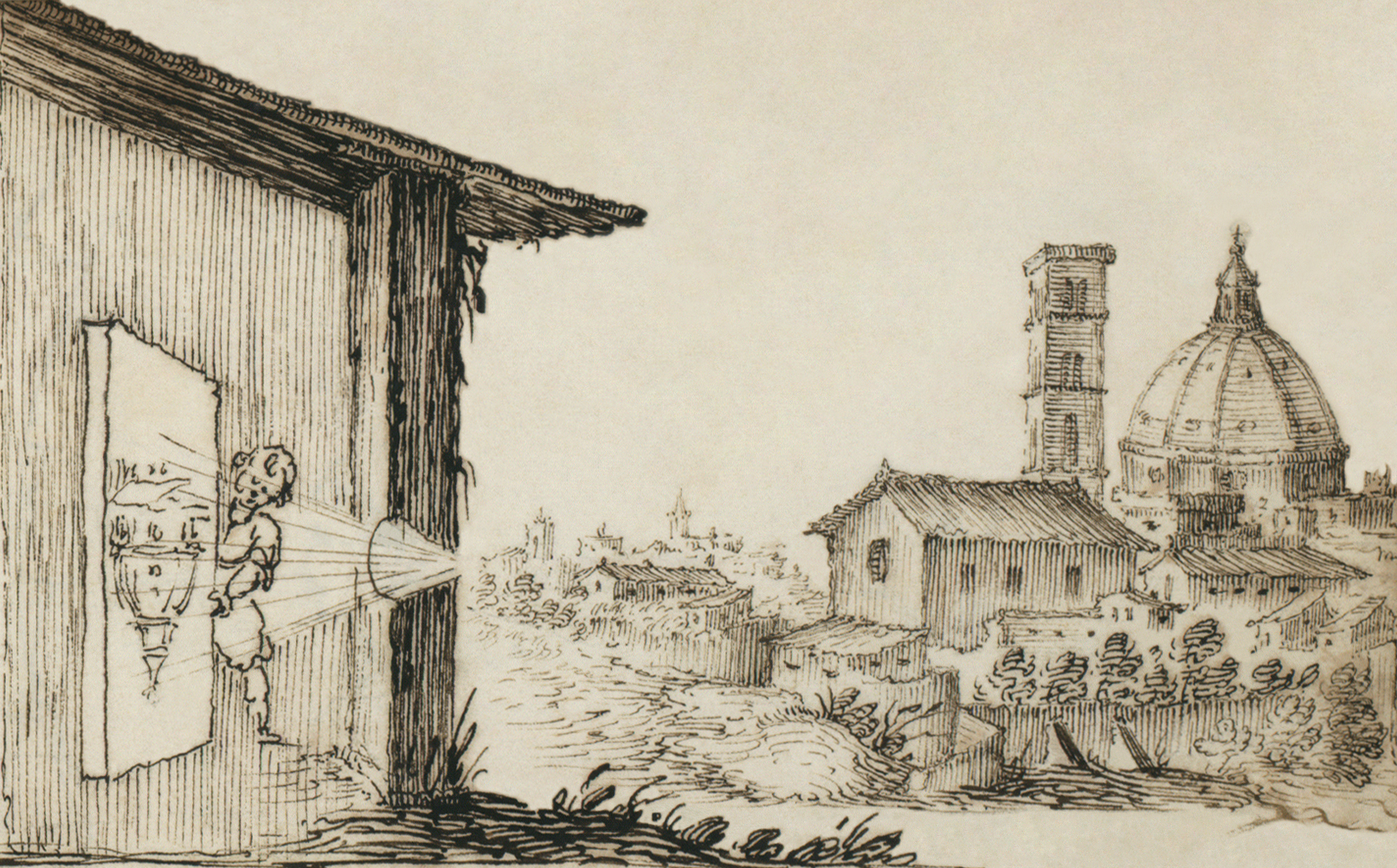
Ilustración de una cámara oscura, en un manuscrito sobre diseños militares del de origen posiblemente italiano.

## La cámara oscura en la pintura

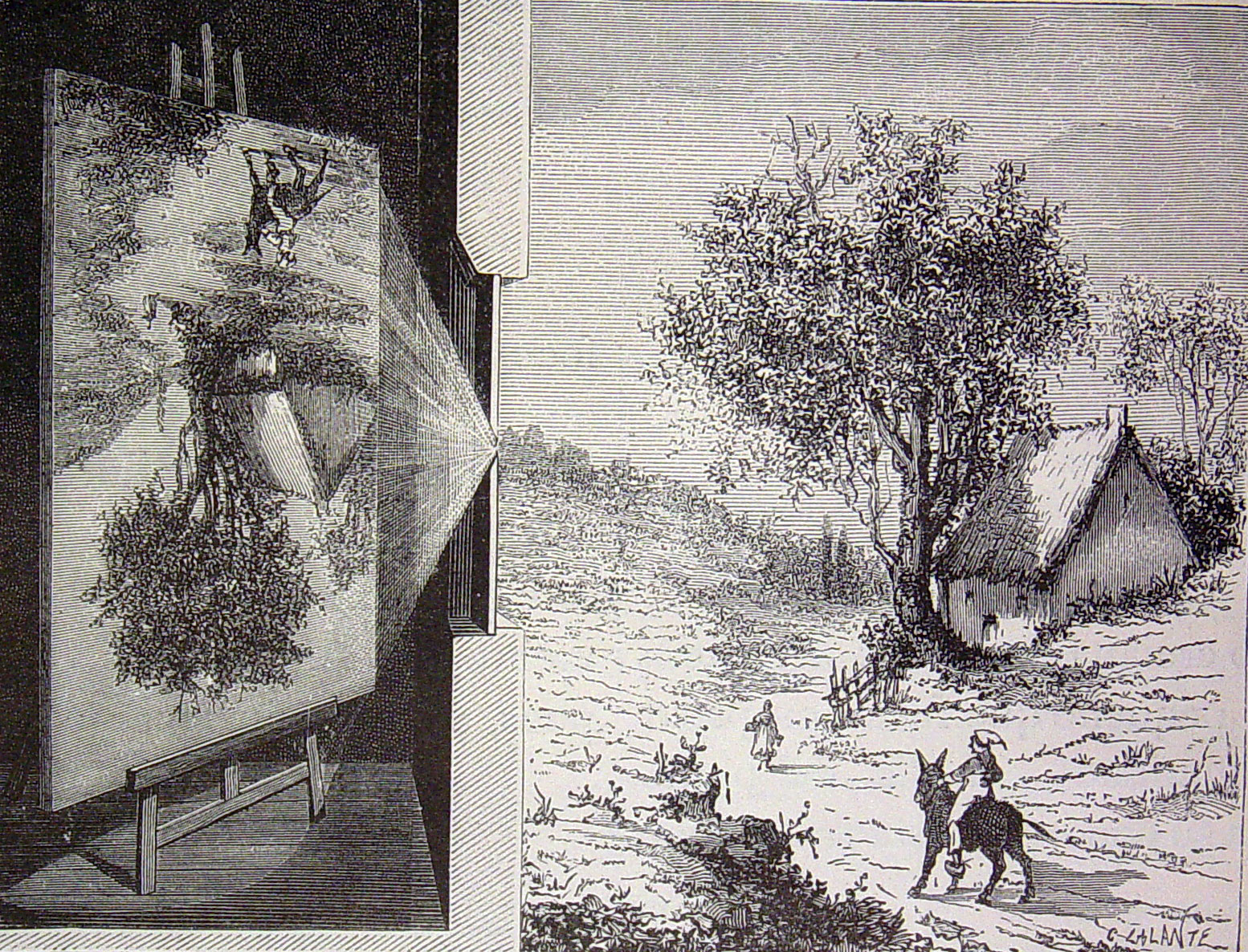
El mundo físico, de 1882, "imágenes producidas en la cámara oscura".

A lo largo de la historia han existido pintores, artistas y eruditos que emplearon instrumentos ópticos como la cámara oscura para la creación de sus obras. Dos de los primeros en utilizar este artefacto en el ámbito de la pintura fueron el alemán Alberto Durero y el italiano Leonardo da Vinci en los siglos XV y XVI, con la cual dibujaban de forma primaria los elementos que en ella se reflejaban. A partir de ese instante, la cámara oscura pasaría a ser utilizada como herramienta auxiliar de la pintura y el dibujo, con su posterior expansión por toda Europa. No solo emplearían la cámara oscura, sino que también utilizarían otros artilugios del campo de la óptica como la cámara lúcida o los espejos convexos en el caso de los pintores románticos para la proyección de imágenes sobre lienzos.
El modelo de cámara oscura empleada por los pintores del Renacimiento adquiría unas dimensiones de una habitación, con el objetivo de que el pintor se introdujera en ella y pudiera dibujar en su interior aquello que se reflejaba desde fuera. Para que funcionara, se situaba un papel translúcido en la parte posterior, enfrente del orificio por donde entraba la luz, el cual debía de ser de proporciones reducidas para lograr que la imagen se formara correctamente, de lo contrario era imposible obtener una imagen detallada y nítida que permitiera una representación cercana a la realidad de las cosas.
Esta teoría de que muchos pintores renombrados como Van Eyck, Ingres, Velázquez, Caravaggio y Holbein emplearon la cámara oscura y distintos artilugios con lentes y espejos para captar el más mínimo detalle y conseguir la perfección en el trazo en sus obras más realistas, la sostuvo en 2001 el pintor David Hockney en su libro El conocimiento secreto, que causó muchas controversias en el mundo de la investigación. 
Posteriormente, se tiene constancia de un boceto de otro tipo de cámara oscura "transportable", realizado por Athanasius Kircher en el siglo XVII, que se conserva en la Biblioteca Nacional de París y que él mismo define en su obra Ars magna lucis et umbrae. Esta cámara estaba compuesta por un cubo exterior de dimensiones considerables para permitir el acceso y la acción de una persona en su interior. También contaba con una lente en las dos paredes laterales y en el interior se constituía un prisma mediante pantallas de papel transparente y tensado, donde el pintor plasmaba las escenas proyectadas desde el exterior. Pero este invento no pasó nunca de ser un boceto, pues la cámara para ser transportable debía de ser lo bastante ligera y firme para poder ser llevada, contrariamente a su popular idea de la "linterna mágica", cuya popularidad se extendería por toda Europa y acabaría siendo el germen del cinematógrafo. 

### Johannes Vermeer

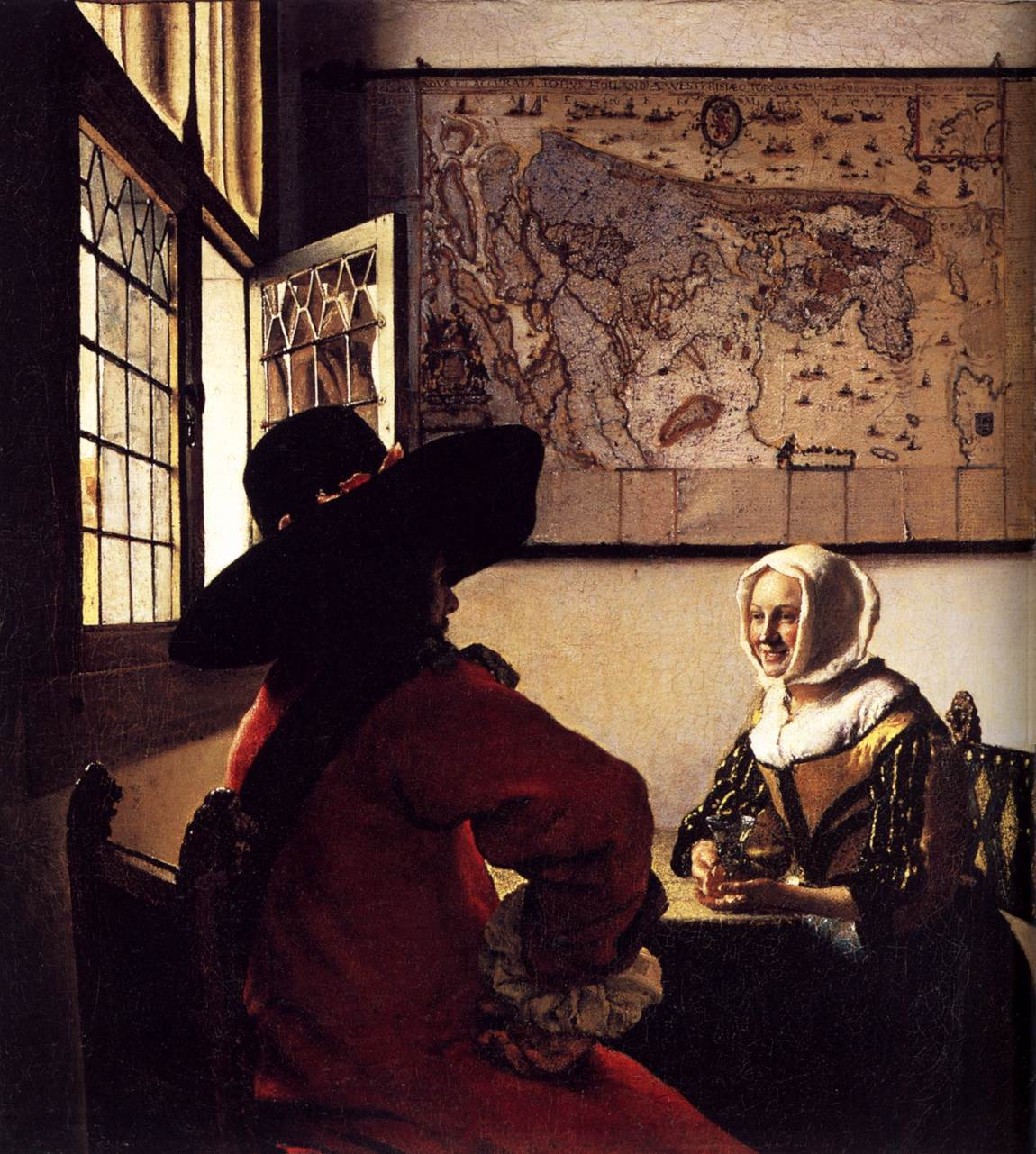
Militar y muchacha riendo (1655-1660) - Johannes Vermeer

Durante más de cien años, se ha sugerido que el gran maestro holandés del siglo XVII Johannes Vermeer hizo uso de la cámara oscura como ayuda a la pintura. Actualmente, no hay ninguna prueba documental que apoye a esta idea. La única fuente de información por la cual se afirma que hizo uso de la cámara oscura son sus propias pinturas. La primera persona que hizo la sugerencia, ya el 1891, fue el artista gráfico estadounidense Joseph Pennell, que señaló el que él denominó la "perspectiva fotográfica" del Militar y muchacha riendo de Vermeer. Las dos figuras se encuentran muy cerca en la esquina de la mesa. Pero la imagen del jefe del oficial es aproximadamente el doble que la de la chica sonriente. La perspectiva es perfectamente correcta en un sentido geométrico, sin embargo, la discrepancia surge porque el punto de vista del cuadro es próximo al soldado. Hoy en día, estamos familiarizados con los objetos en primer plano que aparecen muy grandes en instantáneas. Pero en la pintura del siglo XVII esto es bastante inusual, y los contemporáneos de Vermeer habrían hecho que las figuras humanas en una composición de este tipo fueran mucho más iguales en tamaño.  Fue entonces cuando múltiples historiadores del arte como Lawrence Gowing o Charles Seymour Jr apoyaron a esta tesis.

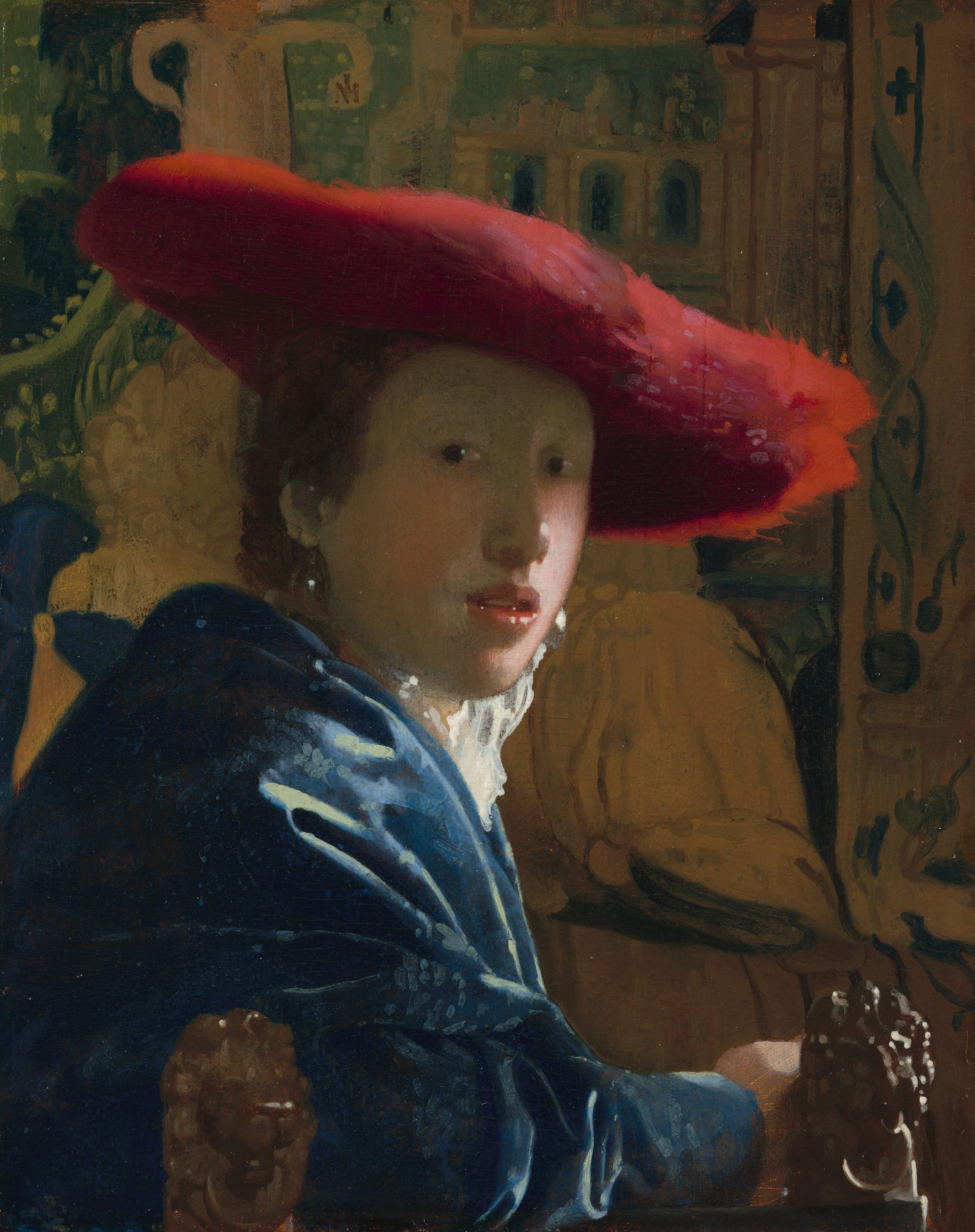
Chica con un sombrero rojo (1665-1669) - Johannes Vermeer

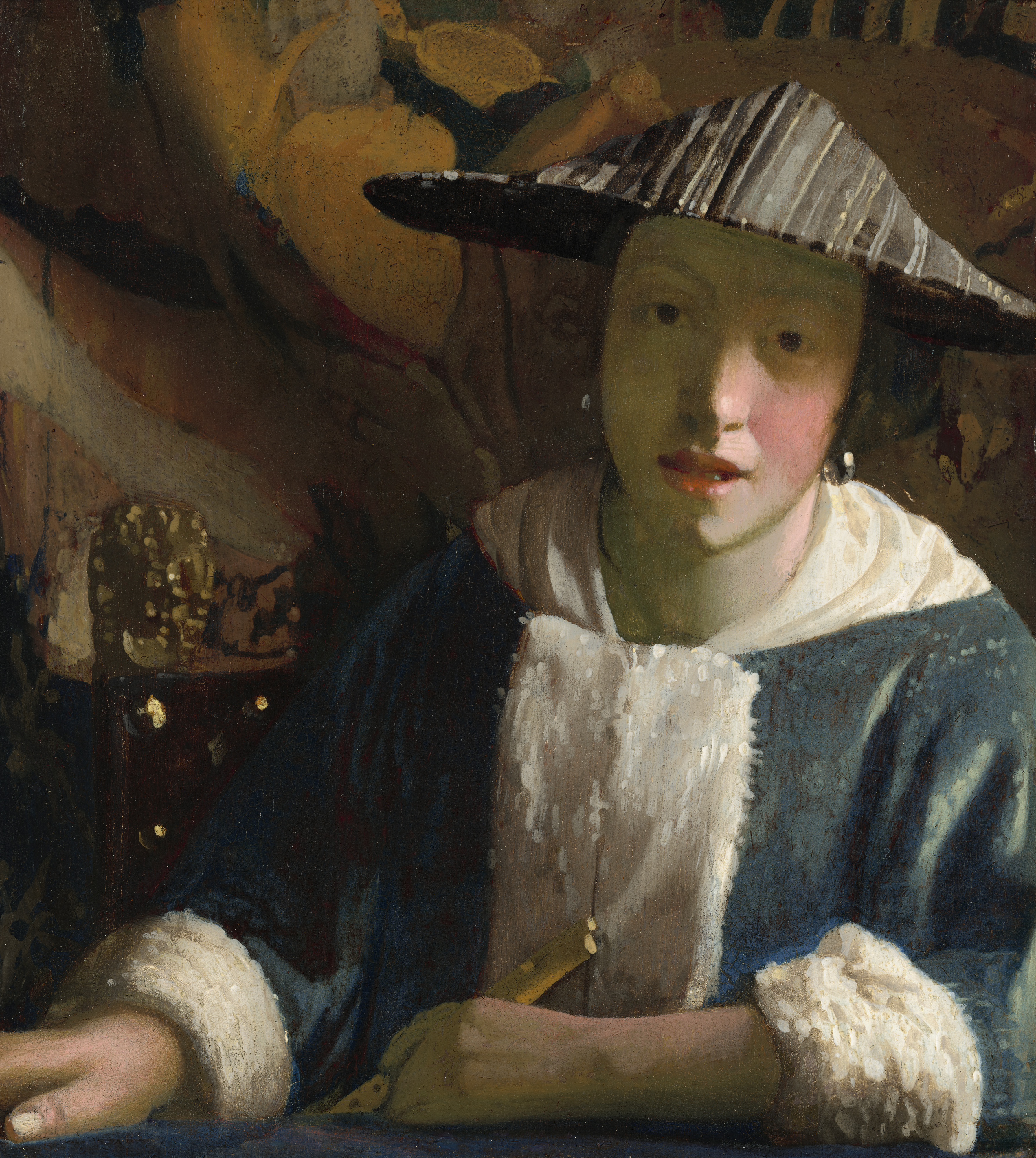
Chica con una flauta (1665-1675) - Johannes Vermeer

Una segunda razón para sugerir que Vermeer utilizó la cámara oscura tiene que ver con los mapas que muestra colgados a la pared en una serie de pinturas. Se trata de mapas reales, imprimidos en hojas de papel que se enganchaban juntos sobre apoyos de tela. El historiador del arte James Welu ha identificado todos los mapas y globos de Vermeer, y ha encontrado ejemplos supervivientes en museos y bibliotecas. Si observamos una copia real del mapa de Holanda que se muestra en el Militar y muchacha riendo, es inmediatamente obvio que Vermeer lo ha copiado con extrema fidelidad, con el supuesto uso de una cámara oscura. Hay que reconocer que Vermeer podría haber obtenido su "perspectiva fotográfica", y reproducciones exactas de los mapas, por una serie de métodos diferentes de trazar imágenes de cámara. Aun así, los estudiosos han señalado efectos en los lienzos de Vermeer que parecen llevar marcas más distintivas de una manera óptica de trabajar. Por ejemplo, es significativo que haya varios pasajes donde Vermeer parece pintar con un enfoque muy suave, como en su pequeño retrato de la Chica con un sombrero rojo. Observamos que las cabezas de leones esculpidos, que conocemos por otras pinturas, son decoraciones a la parte posterior de las sillas. Vermeer tiene una forma muy característica de mostrar reflejos en superficies reflectantes como la cerámica, la madera pulcra o -en este caso- el latón pulido. En realidad, un resaltado toma la forma de la fuente de luz que refleja. Como que Vermeer peine en el interior, las fuentes de luz serían las ventanas; y por tanto las luces resultantes serían en realidad de forma rectangular, quizás distorsionadas en formas a cuatro caras con bordes curvos donde se forman en superficies curvas. Aquí, pero, Vermeer ha tendido a pintar las luces en las cabezas de los leones como verdaderos círculos. Se ha sugerido que el que está haciendo es imitar efectos accidentales de imágenes ópticas ligeramente desenfocadas. El que pasa es que la lente difunde puntos de luz brillantes en los llamados círculos de confusión. Estos efectos no serían vistos a simple vista. El historiador de arte Charles Seymour y el fotógrafo Henry Beville han intentado reproducir estos efectos, fotografiando una cabeza de león decorativo similar en una cámara de placas ligeramente desenfocada, con algún éxito convincente. Varios autores, incluyendo Seymour, han argumentado que Vermeer pintó este y otro pequeño retrato, Chica con una flauta, utilizando una cámara de caja. Las medidas de ambas imágenes son de la orden de la medida de una pantalla de caja típica.

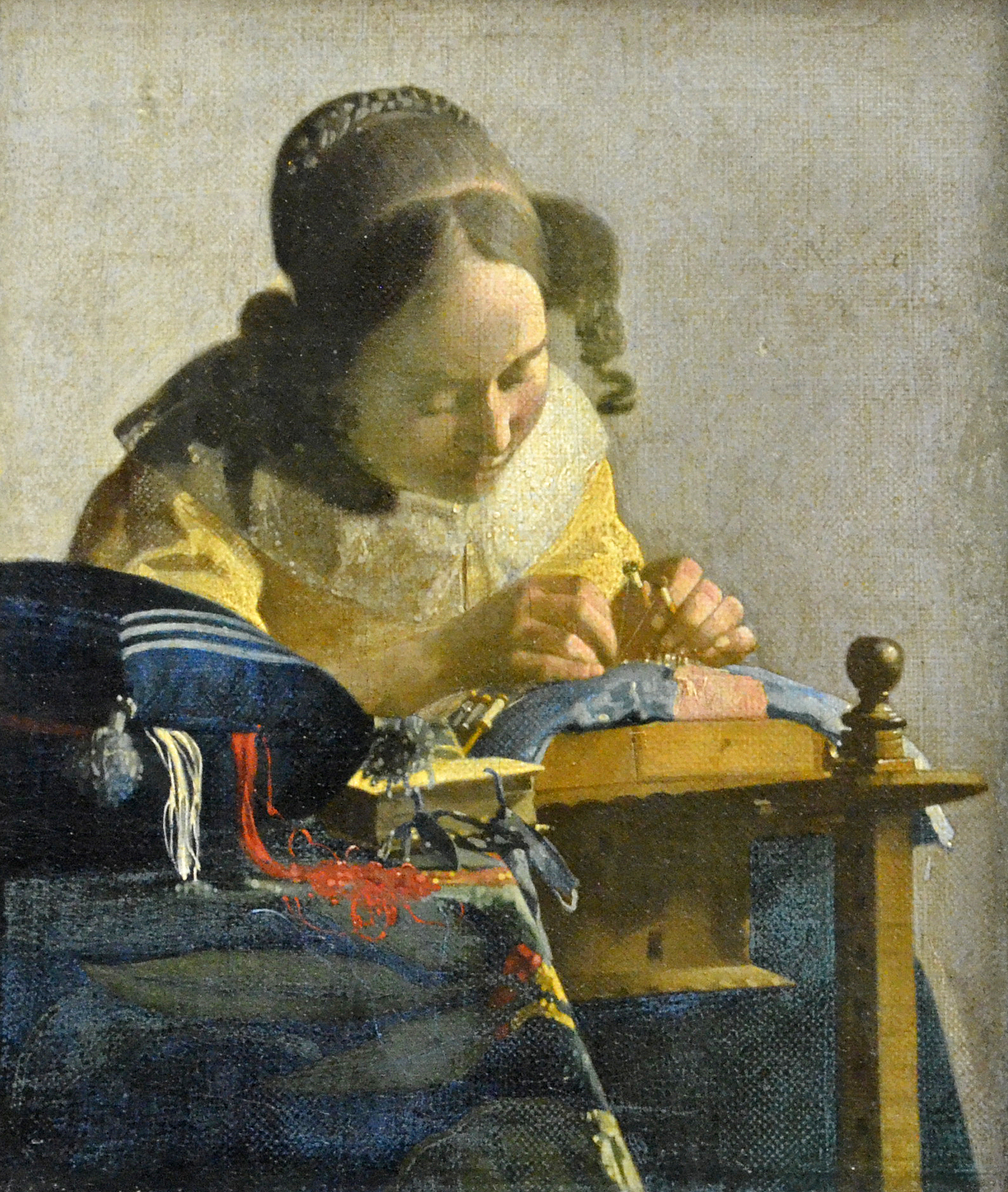
La encajera (1669-1670) - Johannes Vermeer

Otro ejemplo en que David Hockney afirma que Vermeer podría haber usado la cámara oscura es en su obra La encajera. Según David Hockney en su obra Secreto Knowledge: Rediscovering the Lost Techniques of the Old Masters, afirma que nuestro ojo humano enfoca automáticamente el que sea que esté mirando, pero la imagen producida por una cámara tiene un solo foco, dejando otras áreas borrosas. Esto se puede ver en esta obra donde los objetos que aparecen en primer plano, los utensilios de costura, aparecen borrosos.

"Resuelto a registrar exactamente lo que veía, Vermeer no despreció aquellos adelantos mecánicos de los que tan ufana estaba su época. En muchos de sus cuadros se encuentran las proporciones exageradas de la fotografía y la luz viene representada por esas bolitas que no se ven a simple vista pero que aparecen en el visor de algunas cámaras antiguas. Hay quien piensa que utilizaba la llamada 'camera obscura', que proyecta la imagen sobre una hoja blanca; pero yo me imagino que miraría por una lente al interior de una caja con un trozo de vidrio deslustrado escuadrado, pintando después exactamente lo que veía".
David Hockney, El conocimiento secreto

### Caravaggio
Otro pintor a quien también se le atribuye la utilización de instrumentos ópticos en la realización de sus obras es el artista renacentista Caravaggio durante el siglo XVI. Un estudio presentado por la investigadora Roberta Lapucci, profesora de la Studio Artes College Internacional de Florencia no dudó a calificar al maestro del claroscuro como un precursor de la fotografía.  Al parecer, Caravaggio trabajaba en una habitación oscura iluminando sus modelos mediante un agujero en el tejado, de forma que utilizando un espejo y una lente, se producía la proyección de la imagen al lienzo. Posiblemente, el pintor fijaba la imagen a la pantalla exponiéndola media hora en la luz y con la aplicación de sustancias sensibles a esta, como la mezcla de carbonato de plomo y otras sustancias químicas y minerales que eran visibles a la oscuridad, cosa que posibilitaba realizar el dibujo a grandes rasgos. Al parecer, uno de los principales elementos en estas mezclas era el mercurio, que puede afectar el sistema nervioso causando irritabilidad. Según Lapucci, esto explicaría el fuerte temperamento del pintor.
Otro detalle que apoya a esta teoría es que en los cuadros del italiano los personajes suelen ser izquierdistas.

Esto se explica porque la imagen proyectada esta al revés
Roberta Lappuci

### Canaletto
También se tiene constancia que al Museo Correr de Venecia cuenta, dentro de su colección, con una cámara oscura bajo la inscripción “A. Canal”. Este nombre lleva a intuir que la caja óptica podría haber sido propiedad de Giovanni A. Canal, conocido como pintor con el nombre de Canaletto, que fecha del siglo XVIII, aunque no está probado que fuera de su pertenencia. Esta cámara oscura presente al museo podría haber sido “una de las numerosas y de varias clases que usó” (Puppi, 1981, página 8)Philip Steadman describía una de estas cámaras oscuras del pintor veneciano como una caja cerrada con una pantalla traslúcida externa. Bernard Aikema y Boudewijn Bakker, a “Painter of Venice: The Story of the Venetian ‘Veduta’” (Univ of Washington Pr, 1969), comparaban la cámara oscura usada por Canaletto con el funcionamiento de una cámara réflex moderna. La imagen, exponían, que entraría a la caja oscura a través de una lente, sería proyectada a un papel de lija esmerilado, bastante grande para permitir al artista trazar un esbozo en un papel. 

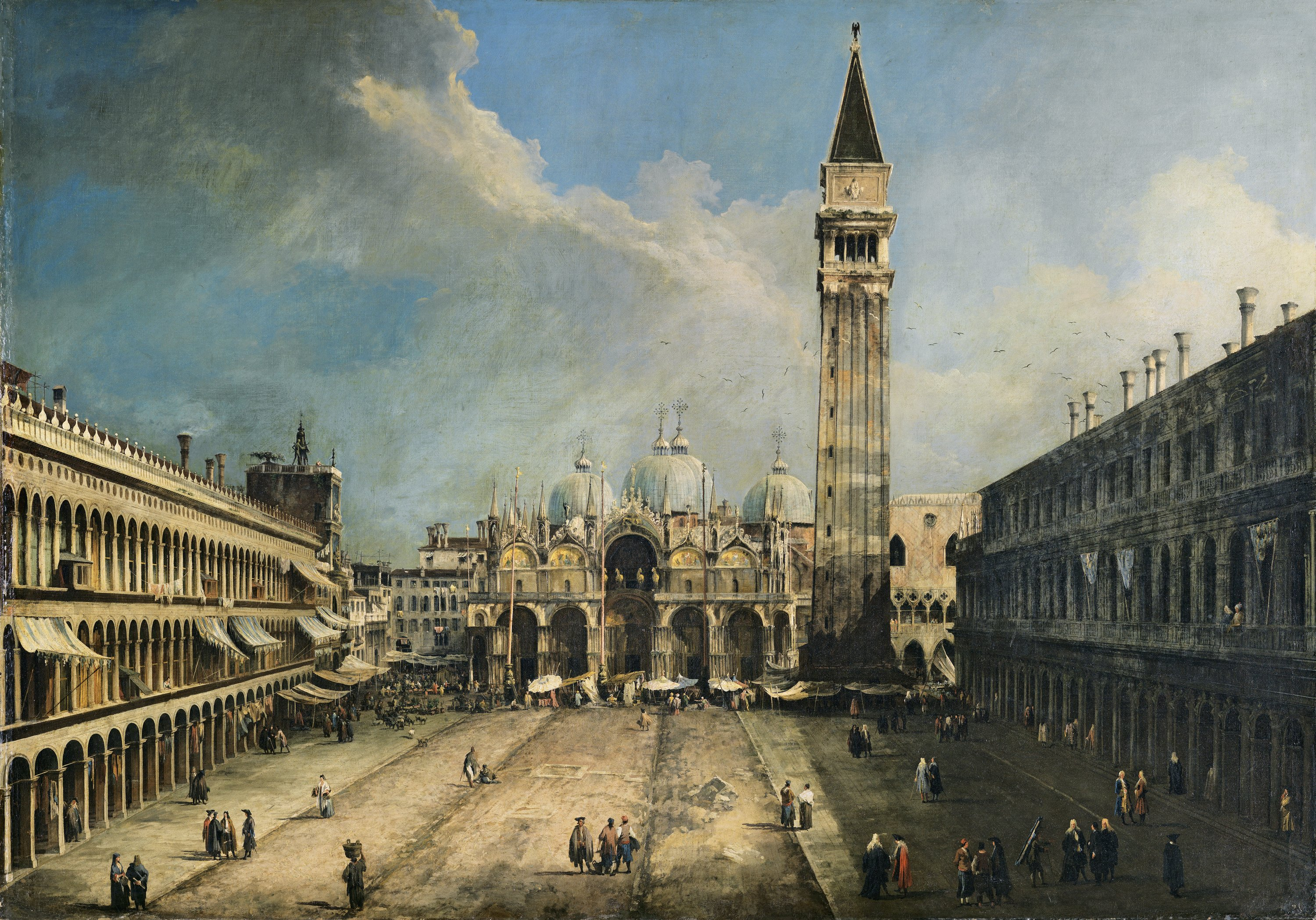
Canaletto- La plaza de San Marco en Venecia

La utilización de la cámara oscura permitiría inmortalizar en directo la vida cotidiana de Venecia, así como sobre contrastes sociales; por eso es considerado uno de los primeros precursores de la experimentación con la luz en la pintura, puesto que solía acceder a los lugares más altos para captar en directo los efectos luminosos del otoño.Sin embargo, sus cuadros hacen pensar que Canaletto no hizo un uso excesivo de este invento. Él no se dejaba condicionar por la realidad, sino que la modificaba a su gusto. Sus cuadros son una síntesis de diferentes puntos de vista, es decir que no siempre los hizo dentro de los límites de la perspectiva. El caso más evidente es el de las panorámicas de ciento ochenta grados de la plaza de San Marco, las vistas del cual alcanzan más del que se puede ver de una sola vez.

### Diego Velázquez

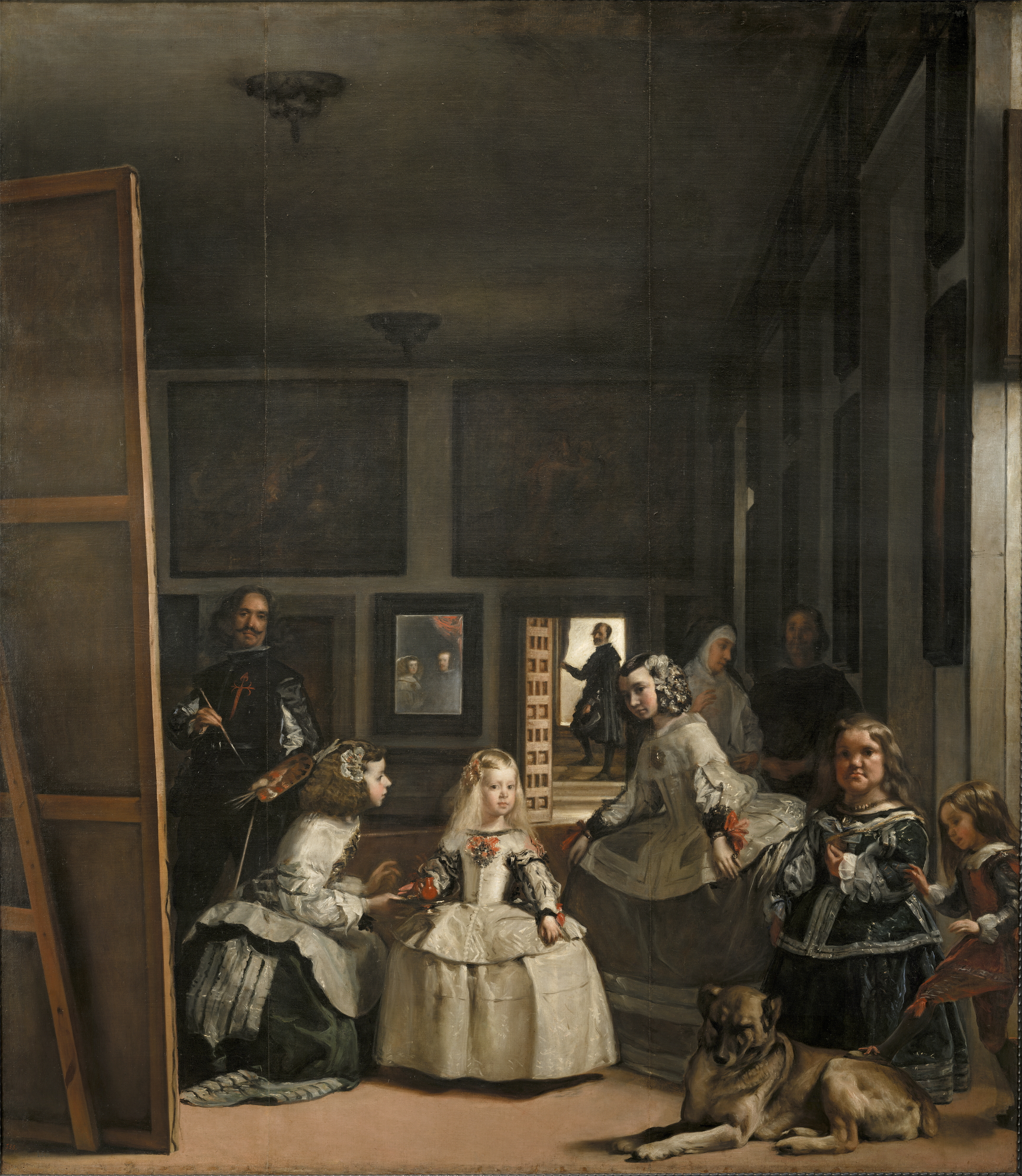
Las meninas (1656) - Diego Velázquez

Velázquez fue otro de los pintores a quienes muchos teóricos le atribuyen el uso de la cámara oscura para hacer sus retratos más realistas, en concreto, para pintar Las meninas. Según el estudio del profesor e investigador de la Universidad Politécnica de Cataluña Miguel Usandizaga es muy probable que Las meninas se pintaran con la ayuda de una gran cámara oscura. Pero, este no es un estudio aislado, puesto que en 2018 Fernando Zaparaín Hernández, afirmó que la composición que ofrece el cuadro es muy parecido a la visión de una cámara.
Se habría ayudado este artefacto para dibujar las líneas y perspectivas generales sobre el lienzo de grandes dimensiones siguiendo la proyección de otro cuadro anterior y más pequeño. Esto lo podría haber hecho mediante la inversión del funcionamiento de una cámara oscura de tipo cabina, iluminando el interior y dejando a oscuras la habitación. Esto permitiría explicar la precisión en la copia de las líneas rectas y perspectivas del espacio pictórico de un cuadro al otro, una exactitud muy complicada de conseguir a mano levantada, pero muy posible mediante el uso de la cámara oscura.
Una de las pruebas más llamativas, para demostrar el uso de la cámara oscura, es que colocaron una cámara en el lugar del observador, donde se supone que estaba el pintor, y las líneas de fuga coincidían con el que vemos en el inmenso lienzo. En 2020 se publicó el estudio de Miguel Usandizaga, en el cual demostraba que Velázquez utilizó una cámara oscura para reproducir fielmente los espacios y dar esta sensación barroca de la realidad.
Esta teoría proviene de la observación detenida de otro cuadro. En el condado de Dorset, en el Kingston Lacy del Reino Unido, se conserva la única copia conocida de Las meninas. El que llamó la atención fue una línea vertical que no está en el cuadro de Prado , detrás del personaje que pega una patada al perro. Las perspectivas de ambos cuadros son idénticas, a pesar de la diferencia de tamaño. Es un esbozo, un cuadro preparatorio, o si volamos un negativo del gran cuadro en el cual se corrigieron ciertas cosas para disimular el uso de la cámara. El proceso es llamativo; en primer lugar, Velázquez se sirvió de la cámara oscura para trazar en el lienzo de Kingston Lacy las líneas de la perspectiva, después metió el cuadro dentro de la cámara, la iluminó por dentro (como un cañón de luz) y proyectó el apunte en el lienzo definitivo para conseguir las líneas finales.

## Cámara oscura y alquimia
La cámara oscura, si bien fue creada en respuesta a las necesidades de pintores y científicos, en la antigüedad fue conocida como "caja mágica" y fue estrechamente relacionada con un animal fantástico: el unicornio. Se han encontrado distintos escritos y esbozos que describen la cámara oscura, pero que aseguran que el orificio y el efecto de producción de imágenes que la caracterizan solo podía darse si se perforaba la "caja" con el cuerno del unicornio.
Desde el siglo IV, magos y alquimistas investigaron fenómenos relacionados con la luz y las imágenes. Según la leyenda artúrica, Morgana, hechicera de la corte y hermana de Arturo, celosa del prestigio de Merlín, consiguió robar secretos del mago para intentar utilizarlos, entre ellos, se encontró el siguiente escrito: «(...) El ojo de la caja mágica tendrá que ser perforado con un cuerno de unicornio; de no ser así, resultará completamente inefectiva. (...)». Esta creencia perduró hasta el siglo XI y se creía que los unicornios se extinguieron por el uso que se le daba a sus cuernos a fin de utilizarlos tal y como se ha descrito anteriormente. Con Merlín aparece la primera referencia a este animal y su participación en el "arte de aprender imágenes". 
Tzung Ching Pung, alquimista del siglo VI, hizo esta otra referencia: «(...) Para conseguir bellas y delicadas reproducciones, tanto de bosques como lagos, así como cualquier otra cosa en general, es necesario disponer del cuerno del unicornio de Ycung-*Kuo (...)». 
Abdel-el-Kamir no describe la cámara obscura como su contemporáneo ficticio Merlín. No obstante, da una receta de cómo preparar una emulsión sensible a la luz; esta es, la película fotográfica. Es hasta el siglo XI, con el alquimista Adojuhr, que se utiliza por primera vez la cámara oscura (cámara mágica según él) con una emulsión extraordinariamente sensible, que le permitió imprimir imágenes en movimiento mancando de lente.
Las alusiones al unicornio de la leyenda artúrica y Tzung Ching Pung son vagas; en el texto de Adojuhr sucede lo contrario, ya que se hace una detallada y minuciosa descripción de este animal. Además, también se señala la utilidad del cuerno de las diferentes especies para la perforación del "objetivo" de las cajas mágicas. Una transcripción de Adojuhr es: «(...)Se toma un cuerno de unicornio, se aguza por la punta y con él se practica un pequeño orificio sobre cualquier superficie refulgente. Por este orificio podrán hacerse pasar, comprimiendo su esencia, toda clase de personas, objetos y lugares, los mismos que tendrán que ser guardados cuidadosamente en una caja de cartón donde permanecerán por toda la eternidad, para ser sacados cuando alguien los necesite(...)». 
Otra de las funciones que también se le llegaron a dar a esta caja mágica es la de "captar espíritus malignos" y buscar la forma de exterminarlos; en las representaciones del alquimista Adojuhr se ve más claramente este uso. Se creía que existían distintas especies de unicornios y cada uno se usaba de una forma distinta en las cajas mágicas.

## La cámara oscura como espectáculo
Algunas cámaras oscuras fueron construidas como atracciones turísticas, pero cada vez se conservan menos de estas. Algunos ejemplos se pueden encontrar en Grahamstown (Sudáfrica), en Torre Tavira (Cádiz), Torre de los perdigones (Sevilla), Palacio de Villavicencio (Jerez de la Frontera), Ayuntamiento de Écija, Auditorio de la Alameda (Jaén), Torre del Palacio Ducal de Béjar (Salamanca), Torre Monreal (Tudela), Peña Cabarga (Santander) y en Dumfries y Edimburgo (Escocia).